# Västra Makedonien

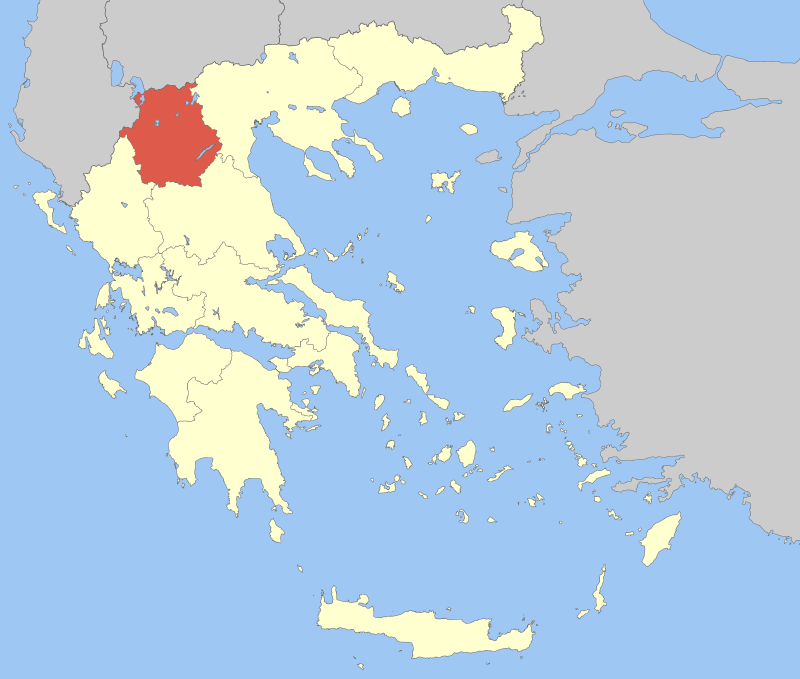
Lägeskarta.

Västra Makedonien är en av Greklands tretton regioner. Den uppdelas i de fyra prefekturerna Florina, Grevena, Kastoria och Kozani. Regionen skapades 1987.
Regionen har 283 689 invånare (2011).